# Akira Fujita
Akira Fujita (藤田明?, Fujita Akira; Hiroshima, 1º gennaio 1908 – Tokyo, 29 maggio 2001) è stato un pallanuotista giapponese.
Ha fatto parte del Giappone che ha partecipato alle Olimpiadi di Los Angeles 1932.